# Farrago
Farrago Clayton é um género botânico pertencente à família Poaceae, subfamília Chloridoideae, tribo Cynodonteae.